# Hay-on-Wye

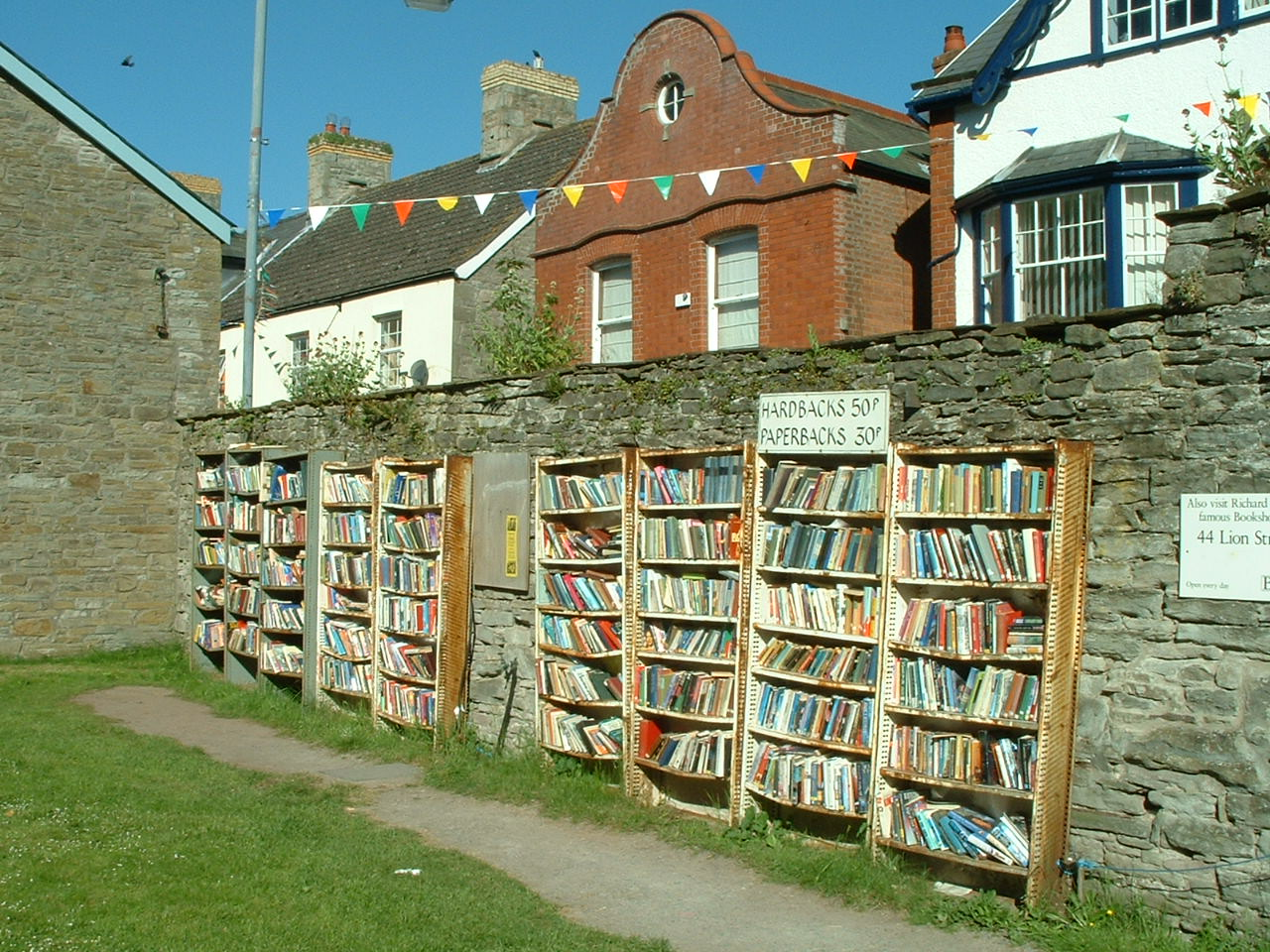
Libri in vendita ai piedi del castello di Hay-on-Wye.

Hay-on-Wye (Y Gelli Gandryll in gallese) è un villaggio del Powys in Galles.
La cittadina è posta sul fiume Wye al confine con la contea inglese di Herefordshire non lontano dalla catena del Brecon Beacons. Al di là del confine c'è il villaggio inglese di Cusop. Il villaggio ha solo 1 469 abitanti ma è divenuto universalmente conosciuto come una meta per appassionati di libri poiché ospita una quarantina di librerie, la maggior parte di libri usati.

## Città del libro
Lo sviluppo turistico del villaggio ha avuto inizio nel 1961 quando Richard Booth nel vecchio edificio dei vigili del fuoco aprì il suo primo negozio di libri usati. Il successo fu notevole e negli anni seguenti altre librerie di libri usati vennero aperte nella cittadina tanto da essere proclamata book town negli anni settanta. Il primo aprile 1977, con un'abile mossa pubblicitaria, Richard Booth proclamò Hay-on-Wye principato autonomo e si autoproclamò re del nuovo stato. Il primo aprile del 2000 Booth nominò nelle sale del castello di Hay, trasformato anch'esso in libreria, i membri della locale "Casa dei Lord". Con gli anni il successo di Hay come destinazione per bibliofili e normali turisti si è ulteriormente affermato, arrivando a ospitare mezzo milione di turisti l'anno.
Dal 1988 ha avuto inizio un festival letterario, patrocinato dal quotidiano The Guardian, che si tiene annualmente agli inizi di giugno.
Nell'edizione del 2002 Bill Clinton fu uno dei principali ospiti.

## Monumenti e luoghi d'interesse

### Architetture civili
- Castello di Hay[2][3][4][5]